# دیوید بالری

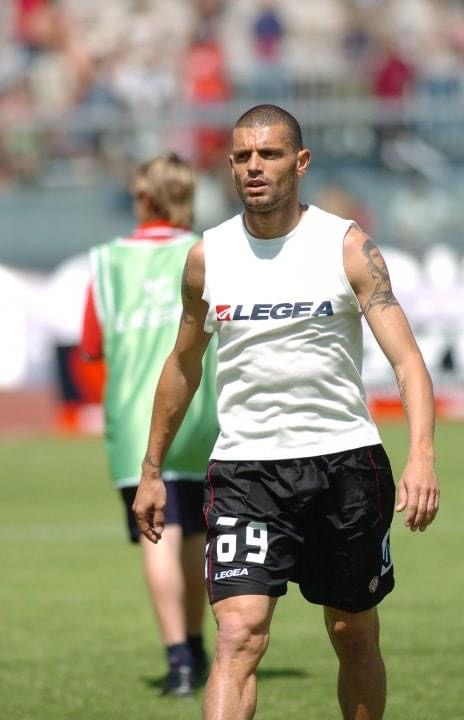
بازی در سری آ

دیوید بالری (انگلیسی: David Balleri؛ زادهٔ ۲۸ مارس ۱۹۶۹) بازیکن فوتبال اهل ایتالیا است.
از باشگاه‌هایی که در آن بازی کرده‌است می‌توان به باشگاه فوتبال کوزنتسا کالچو، باشگاه فوتبال لچه، باشگاه فوتبال پارما، باشگاه فوتبال پادوا، باشگاه فوتبال سمپدوریا، باشگاه فوتبال کومو، و باشگاه فوتبال لیورنو اشاره کرد.